# 喜劇 特出しヒモ天国
『喜劇 特出しヒモ天国』（きげきとくだしひもてんごく）は、1975年公開の日本映画。東映京都撮影所製作、東映配給。山城新伍主演、森﨑東監督。

## 概要
頬一面のひげと映画に必ず便所を出す癖があることから、松竹の城戸四郎会長から「不潔だ。ひげを剃ってこい」と嫌われ、松竹に契約を打ち切られた森﨑東が東映に招かれて撮ったフリー第一作。公開当時は評価されなかったが、2009年1-2月にシネマヴェーラ渋谷で、森崎東特集の一本として回顧上映されたあたりから、「松竹を出た森﨑東の解放感と、実録路線真最中の東映の荒々しいエネルギーとが結合した稀有なる一作」などと再評価された。

## キャスト
- 松下昭平：山城新伍
- ジーン谷：池玲子
- ヨーコ（チューリップ・ローズ）：芹明香
- サリー・小夏：カルーセル麻紀
- リズ・小原：絵沢萠子
- 菊かおる：森崎由紀
- 善さん：藤原釜足
- 大西八郎：川谷拓三
- ター坊：下絛アトム
- 義一さん：川地民夫
- ヒロシ：奈辺悟
- ススム：多賀勝
- ハニー・若月：中島葵
- 春日千鶴：松井康子
- ミス・ロリータ：白川みどり
- シルバー・クイン：舞砂里
- 梢ますみ：内藤杏子
- 説教僧：殿山泰司
- 亀井謙造：北村英三
- 内田刑事：疋田泰盛
- 井上：岡八郎
- 牧田：鈴木康弘
- 秋山：蓑和田良太
- 金港ミュージック支配人：那須伸太朗
- 踊り子：丸平峰子

## スタッフ
- 企画：奈村協
- 監督：森﨑東
- 原作：林征二「ヒモ」[10]
- 脚本：山本英明、松本功
- 撮影：古谷伸
- 音楽：広瀬健次郎
- 美術：吉村晟
- 録音：野津裕
- 照明：金子凱美
- 編集：神田忠男
- 助監督：依田智臣

## 製作

### 企画
デイリースポーツが1975年2月13日付けで「近々、ヒデとロザンナがハワイで挙式、ロザンナは妊娠三ヵ月…」とスッパ抜き、ヒデとロザンナサイドが、2月14日にNHKテレビ『あなたのメロディー・年間優秀作品コンテスト（3月23日放送）の収録前に共同記者会見すると各マスメディアに通知したとされたため（ヒデとロザンナは否定）、大勢のマスメディアが集結したが、ヒデとロザンナは会見場に現れず、NHKの録画収録もすっぽかした。ヒデとロザンナが所属するタマ・エンタープライズ、コロムビアレコードとも二人と連絡が取れなくなり、1975年2月15日に予定されていた文化放送『ヒデとロザンナの歌謡大行進』の録音もすっぽかした。ところがヒデとロザンナはフジテレビとタイアップし、極秘裏に日本を脱出、ハワイに旅立って当地で挙式した。挙式の模様を『スター千一夜』と『女性自身』に取材させたため、これを知ったNHKや各マスメディアは激怒し、コロムビアは4月1日発売予定だった「今からでも遅くない」を発売中止にして契約を破棄し、二人は芸能界から追放された。
この騒動に目を付けたのが東映。
岡田茂東映社長は"生もの"が好きで、「旬のもの、いま流行っているものをドラマにしろ、添え物（併映作品）は何をやってもいい」などと現場に指示を出していたことから、東映はヒデ（出門英、以下出門）を主役にした映画を作れば、話題性も宣伝効果も高いと判断。ロザンナに子供ができ、出産のため芸能界から退くという情報をいち早くキャッチし、出門のスケジュールが空くだろうと見て出門に出演交渉を行い、出門が快諾したことから、正式に出門主演の映画製作が決定した。出門は映画には未知数ながら、東映としては"第二の梅宮辰夫"になれると出門を買っていた。

### 演出&脚本
東映は得意でない喜劇のジャンルを開拓しようと、松竹のエース・森﨑東を招聘し力を入れた。原作の林征二は学生時代にグレて、柳川組の組員となり、問題を起こし北海道に逃げ、ストリップ嬢の伴侶（世間でいうヒモ）として全国を転々と旅回り生活をした無頼の作家。38歳の若さで急逝したときには内臓がメチャメチャだったといわれる。原作は林の処女作『ヒモ』で、林の著書は三作しかないため、脚本の山本英明と松本功は、林の生前のエピソードと『ヒモ』から様々なディテールを選び取って、一度解体して再構築しシナリオを完成させた。タイトルに使われた"特出し"は、林がストリップ嬢のことを"トクダシさん"と呼んでいたため。松本は森崎から腹の立つ意見を言われ揉めたが、松竹と東映は元々カラーが違うからと森崎の意見した部分は従ったと話している。

### トラブル
出門には1975年3月中にシナリオを渡し、原則的に出演を受諾したため、1975年5月24日の封切を決定。1975年4月15日にクランクインも決り、芸能界復帰は困難かと思われた出門だったが、意外に早く4月の番組改編で二つの民放テレビから芸能界復帰を果たしたため、東映はそれに合わせた撮影スケジュールを組んでいた。1975年4月11日に衣装合わせに出門も参加し、このときは出門も乗り気だった。ところがその2日後の4月13日になって、出門が「どうしてもスケジュールの調整が付かなくなった」という理由で一方的に降板してしまった。森崎監督も「衣装合わせのときは『主題歌を入れたい』などと話して楽しく別れたんです。こちらとしてはシナリオも彼のイメージに合わせて作成したんだからと説得したんですが、ダメでした。スタッフの存在を頭に入れていない、一方的な言い分ですね」と話し、森崎も出門のキャラクターを特異な演出で、新しい映画づくりに活かそうと意欲を燃やしていたため落胆した。東映としても窮地の出門に新しい分野を提供してあげたいという考えもあっただけに「恩を仇で返された」と激怒した。しかし出門の言い分は「正式に出演契約は結んでいない。ぼくにとっては再出発になるんだから、この作品にはぼくなりのイメージがあったんです。まず最初に『喜劇 特出しの女王』というタイトルにひっかかりました。変えて欲しいと希望して『喜劇・ヒモ天国』に変わったんです。それが最終的に『喜劇 特出しヒモ天国』でしょ。ヒデとロザンナのイメージを潰すんじゃないかという感じがあった。シナリオの決定稿だって、衣装合わせのあとにもらいました。読んでみると、最初はなかったベッドシーンが入ったりしてました。キャスティングについても、ぼくなりにイメージを話していたんですが、衣装合わせの後に聞いた共演者は、ぼくのイメージとかけ離れたものでした。それを話し合おうと思ったんですが、その時間が全然なかったんです」と説明した。出門の言い分は東映側が自分のイメージを大切にしてくれると約束しておきながら、作品そのものが非常にポルノ的になり過ぎていたというものだった。出門は「奈良和モーニングショー」にレギュラー出演が決まった際に「朝の番組に出たかったんです。ぼくは夜型の不良と思われていたから、この番組でイメージアップを図りたい」と話し、"イメージアップ"という言葉を繰り返し使っていたため、すっぽかし劇は出門の思い描いていたイメージアップと、東映映画のポルノ度が最終段階で対立したと見られた。
東映は1974年に東映ポルノを一旦撤退したが、日本ヘラルド映画配給の1975年正月映画『エマニエル夫人』が大ヒットしたことから、岡田社長が1975年から東映ポルノの再開を決め、「日活ロマンポルノより見ごたえのあるエロ作品を作れ。向こうが五回なら、こっちは七回ベッドシーンを入れろ。ともかくエロだ、エロだ、エロだ!」などと、極秘指令が現場に出されていた。
出門の弁明に「16、7歳のカワイ子ちゃんタレントの台詞ならともかく、これから芸能界を生きていく30男の言い草なのか」などと、マスメディアから出門の芸人根性の無さに呆れかえられたため、出門もその弁明はマズかったと察し、「撮影が京都でスケジュールが無理だったんです。ぼくはぼくなりに時間を取って勉強したいこともありますから」と重ねて弁明したが、「スケジュールは最初から分かっていること。こなし切れないスケジュールではないはず。またしても要領を得ぬ弁明」などとまた叩かれた。出門には音楽関係者のブレーンがいて、新しいレコーディングが決まって、共演がポルノ女優の池玲子だったため、出演はマズいと忠告されたともいわれた。ロザンナが出産した後、ヒデとロザンナはワーナー・パイオニアと契約し、1976年12月に歌手としても復帰を果たした。

### 撮影
東映京都撮影所では、他の作品の進行までも調整して出門のスケジュールに合わせてセットづくりなどの準備をし、クランクインを待つだけの状況で、現場は大混乱に陥り、封切日も決定していて延期も出来ず。たまたまスケジュールが空いていた山城新伍を代役に立て、製作を強行した。出門が東映に出向き、直接謝罪したことから和解に至り、東映は「大損害ですが、訴訟問題などを起こすと一人のタレント生命を潰しかねないので、私どもで穏便に片づけました。それにしても彼は周りの人たちに操られる人形みたいでかわいそうな面もありますね」とコメントした。しかし現場の怒りは収まらず、代役出演の山城新伍は「17年間、この道でメシを食っているが、こんな非常識なことは初めてだ。彼のやってることは映画化をなめている。彼のようなチンピラ歌手には二度と映画に出てもらいたくない」と息巻いた。

## 作品の評価

### 興行成績
キネマ旬報編集長・黒井和男は「併映『日本暴力列島 京阪神殺しの軍団』と合わせ、いかにも東映らしい凄い題名の組み合わせだが、近年、東映の暴力作品に対して、一般世論の反撥が多少存在し、世相も組織暴力に否定する方向で、権力も壊滅に動いている。これによって観客層は狭まり、社会の流れから見て、実録暴力路線がスクリーンに完全定着することはかなり苦しいのでないかと評し、二本立ての興行は振るわなかったとされ、マスメディアは『喜劇 特出しヒモ天国』は、出門のゴネの一幕で、急仕立ての感を与えたと評した。

### 批評家レビュー
山根貞男は「感情も欲望も丸出しのドタバタが渦巻く活力は、当時、全盛期にあった日活ロマンポルノの勢いが東映特有の猥雑さと混淆した結果で、松竹出身の森崎東によって異種交配が実現した。そのエネルギーは30年以上の歳月を越えて、びんびん響く」と評価している。

## 同時上映
『日本暴力列島 京阪神殺しの軍団』
- 主演：小林旭 / 監督：山下耕作

## 関連
- 「黒の舟唄」野坂昭如 - 要所要所で、登場人物たちが歌唱する。